# La balia (film)
La balia è un film del 1999 diretto da Marco Bellocchio. Il film è liberamente tratto dall'omonima novella di Luigi Pirandello.
Fu presentato in concorso al 52º Festival di Cannes.

## Trama
Nella Roma umbertina, percorsa da fermenti sociali e repressione poliziesca, in una famiglia dell'alta borghesia nasce un figlio. La vita dei genitori, lo psichiatra professor Mori e la moglie Vittoria, viene trasformata: pur compiendo i propri doveri di madre, Vittoria non riesce a provare alcun sentimento per la creatura che ha dato alla luce e il bambino non si attacca al seno della madre. Mori decide di prendere una balia; la scelta cade su Annetta, una ragazza che ha intravisto in treno insieme a un gruppo di sovversivi. Annetta si dedica al neonato con grande affetto, ma le sue attenzioni nei confronti del figlio aumentano l'angoscia di Vittoria.

## Riconoscimenti
Il film ha vinto il David di Donatello per il miglior costumista ed è stato candidato per il miglior direttore della fotografia e il miglior scenografo.
Ha ricevuto due candidature ai Nastri d'argento, per la migliore attrice non protagonista (Maya Sansa) e la migliore fotografia.
- 2000 - Ciak d'oro
  - Migliore attrice non protagonista a Maya Sansa
  - Migliore scenografia a Simona Migliotti
  - Migliori costumi a Sergio Ballo
  - Candidato a migliore fotografia a Giuseppe Lanci

## Produzione
Il film è stato girato a Monte Porzio Catone (RM), a Villa Parisi, a Castiglioncello (LI) nell'ospedale dismesso di Santa Maria della Pietà e a Roma vicino a piazza Campitelli, nell'autunno del 1998.